# Vier O-Regionen

Die vier O-Regionen in Namibia

„Vier O-Regionen“, auch Nordzentralnamibia, (englisch Four “O” regions bzw. north-central region) ist eine Bezeichnung für die vier zentralnördlichen Regionen Namibias: Ohangwena, Omusati, Oshana und Oshikoto. Sie sind vor allem traditionelles Siedlungsgebiet der Ovambo.
Die Regionen sind, mit Ausnahme der südlichen Grenze, fast deckungsgleich mit dem ehemaligen Homeland Ovamboland. In diesen Regionen leben mehr als ein Drittel der namibischen Bevölkerung (etwa 890.000).